# ФК Сандерланд
Фудбалски клуб Сандерланд (енгл. Sunderland A.F.C.) је енглески фудбалски клуб из Сандерланда. Клуб се такмичи у Премијер лиги. Од оснивања 1879. године, клуб је освојио шест титула у Првој лиги Енглеске, два трофеја ФА купа и један Черити шилда. 
Дом Сандерланда од 1897. је био Рокер парк, а клуб је 1997. прешао на нови стадион Светлости. Највећи ривал клуба је Њукасл јунајтед.

## Успеси

### Лига
- Прва дивизија (први ранг)

Првак (6) : 1891/92, 1892/93, 1894/95, 1901/02, 1912/13, 1935/36.
Други (5) : 1893/94, 1897/98, 1900/01, 1922/23, 1934/35.
- Друга дивизија / Чемпионшип (други ранг)

Првак (5) : 1975/76, 1995/96, 1998/99, 2004/05, 2006/07.
Други (2) : 1963/64, 1979/80.
Промоција у виши ранг преко плеј-офа (2) : 1989/90, 2024/25.
- Трећа дивизија / Прва лига (трећи ранг)

Првак (1) : 1987/88.
Промоција у виши ранг преко плеј-офа (1) : 2021/22.

### Куп
- ФА куп

Освајач (2) : 1936/37, 1972/73.
Финалиста (2) : 1912/13, 1991/92.
- Лига куп Енглеске

Финалиста (2) : 1984/85, 2013/14.
- Черити шилд

Освајач (1) : 1936.
Финалиста (1) : 1937.

## Сандерланд у европским такмичењима
| Сезона   | Такмичење            | Коло          | Држава      | Клуб             | Укупан резултат | 1. утакм | 2. утакм |
| -------- | -------------------- | ------------- | ----------- | ---------------- | --------------- | -------- | -------- |
| 1973/74. | Куп победника купова | 1. коло       | Мађарска    | Вашаш            | 3:0             | 2:0 (Г)  | 1:0 (Д)  |
|          |                      | Осмина финала | Португалија | Спортинг Лисабон | 2:3             | 2:1 (Д)  | 0:2 (Г)  |